# Brechmorhoga praecox
Brechmorhoga praecox is een libellensoort uit de familie van de korenbouten (Libellulidae), onderorde echte libellen (Anisoptera).
De wetenschappelijke naam Brechmorhoga praecox is voor het eerst geldig gepubliceerd in 1861 door Hagen.